# Sphenomorphus shelfordi
Espèce
Synonymes
- Lygosoma shelfordi Boulenger, 1900

Sphenomorphus shelfordi est une espèce de sauriens de la famille des Scincidae.

## Répartition
Cette espèce se rencontre :
- en Malaisie péninsulaire ainsi qu'au Sarawak ;
- en Indonésie au Kalimantan.

## Étymologie
Cette espèce est nommée en l'honneur de Robert Walter Campbell Shelford.

## Publication originale
- Boulenger, 1900 : Description of new reptiles and batrachians from Borneo. Proceedings of the Zoological Society of London, vol. 1900, p. 182–187 (texte intégral).